# Feba (imię)
Feba – imię żeńskie pochodzenia greckiego, od gr. Φοιβη (Foibe), co oznaczało „jasna, czysta”. Imię to nosiło kilka postaci z mitologii greckiej. Od jednej z nich – tytanidy – pochodzi nazwa księżyca Saturna, Febe. Patronką tego imienia jest św. Feba z Koryntu wymieniona przez apostoła Pawła w Liście do Rzymian 16:1 jako diakonisa wczesnego Kościoła chrześcijańskiego.
Feba imieniny obchodzi 3 września.
W mitologii greckiej:
- jedna z tytanid
- jedna z Heliad
- jedna z Leukippid, ukochana Kastora
- jedno z imion Artemidy